# Crisia tenera
Crisia tenera är en mossdjursart som beskrevs av Okada 1928. Crisia tenera ingår i släktet Crisia och familjen Crisiidae. Inga underarter finns listade i Catalogue of Life.